# Kaszubienie
Kaszubienie – właściwość kaszubszczyzny, polegająca na stwardnieniu szeregu spółgłosek dziąsłowo-podniebiennych (ciszących) ć, ś, ź, dź w szereg spółgłosek zębowych (syczących) c, s, z, dz. Jest to proces w dużym stopniu podobny do mazurzenia.
Drugim, rzadszym rodzajem kaszubienia, jest przejście szeregu spółgłosek dziąsłowo-podniebiennych w szereg spółgłosek dziąsłowych cz, sz, ż, dż. Jest to proces poniekąd odwrotny do jabłonkowania.
Proces ten dokonał się prawdopodobnie przed wiekiem XVII i wynikł z tendencji do zamiany złożonego systemu spółgłosek w podobny, ale prostszy w artykulacji.